# Constantes de Stieltjes

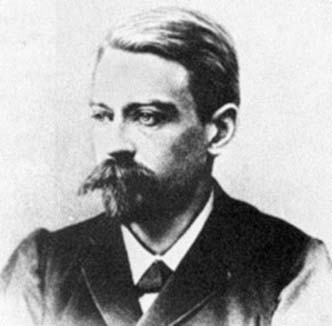
Thomas Joannes Stieltjes.

En mathématiques, les constantes de Stieltjes (nommées d'après le mathématicien néerlandais Thomas Joannes Stieltjes) sont les nombres qui interviennent dans le développement en série de Laurent de la fonction zêta de Riemann :
On démontre que chaque γn est donné par une limite :
{\displaystyle \gamma _{0}=\gamma \ =0{,}577...} est la constante d'Euler-Mascheroni.

## Propriétés
En utilisant la formule intégrale de Cauchy on trouve :
Et une comparaison série-intégrale montre que :
Cela dit, c'est un majorant d'une précision assez médiocre.
Matsuoka, en 1985, a montré que pour n > 4,
 On sait aussi qu'il y a asymptotiquement la moitié de ces nombres qui sont positifs.

## Valeurs jusqu'à 15
Voici les quelques premières valeurs :
|                                     | Valeur                                           |
| ----------------------------------- | ------------------------------------------------ |
| {\displaystyle \gamma =\gamma _{0}} | 0,577 215 664 901 532 860 606 512 090 082        |
| {\displaystyle \gamma _{1}}         | −0,072 815 845 483 676 724 860 586 375 874 9     |
| {\displaystyle \gamma _{2}}         | −0,009 690 363 192 872 318 484 530 386 035 21    |
| {\displaystyle \gamma _{3}}         | 0,002 053 834 420 303 345 866 160 046 542 75     |
| {\displaystyle \gamma _{4}}         | 0,002 325 370 065 467 300 057 468 170 177 53     |
| {\displaystyle \gamma _{5}}         | 0,000 793 323 817 301 062 701 753 334 877 444    |
| {\displaystyle \gamma _{6}}         | −0,000 238 769 345 430 199 609 872 421 841 908   |
| {\displaystyle \gamma _{7}}         | −0,000 527 289 567 057 751 046 074 097 505 479   |
| {\displaystyle \gamma _{8}}         | −0,000 352 123 353 803 039 509 602 052 165 001   |
| {\displaystyle \gamma _{9}}         | −0,000 034 394 774 418 088 048 177 914 623 798 2 |
| {\displaystyle \gamma _{10}}        | 0,000 205 332 814 909 064 796 837 222 892 371    |
| {\displaystyle \gamma _{11}}        | 0,000 270 184 439 543 903 526 672 902 082 067    |
| {\displaystyle \gamma _{12}}        | 0,000 167 272 912 105 140 193 353 501 543 341    |
| {\displaystyle \gamma _{13}}        | −0,000 027 463 806 603 760 158 860 007 603 693 3 |
| {\displaystyle \gamma _{14}}        | −0,000 209 209 262 059 299 945 837 139 697 344   |
| {\displaystyle \gamma _{15}}        | −0,000 283 468 655 320 241 446 642 934 474 997   |

## Constantes de Stieltjes généralisées
Plus généralement, on définit les constantes γn(a) comme coefficients du développement en série de Laurent de la fonction zêta de Hurwitz :
{\displaystyle \zeta (s,a)={\frac {1}{s-1}}+\sum _{n=0}^{\infty }{\frac {(-1)^{n}}{n!}}\gamma _{n}(a)(s-1)^{n}.}
Une formule dite de réflexion, souvent attribuée à Almkvist et Meurman (qui l'ont découverte dans les années 1990), avait en fait été obtenue par Carl Johan Malmsten dès 1846 :
{\displaystyle \gamma _{1}\left({\frac {m}{n}}\right)-\gamma _{1}\left(1-{\frac {m}{n}}\right)=2\pi \sum _{l=1}^{n-1}\sin {\frac {2\pi ml}{n}}\cdot \ln \Gamma \left({\frac {l}{n}}\right)-\pi (\gamma +\ln 2\pi n)\cot {\frac {m\pi }{n}}}
(m et n entiers positifs avec m < n).